# Wohnsiedlung Birkenhof
Die Wohnsiedlung Birkenhof ist eine kommunale Wohnsiedlung der Stadt Zürich im Quartier Unterstrass. Die Siedlung war 1926 bezugsbereit.

## Bauwerk
Die Siedlung liegt an der Schaffhauserstrasse etwas unterhalb des Milchbucks bei der Tramhaltestelle «Guggachstrasse».  Die 13 Mehrfamilienhäuser sind in drei Zeilen U-förmig um einen öffentlich zugänglichen Park mit dem Brunnen «Im Birkenhof» angeordnet. Drei Mehrfamilienhäuser sind Einzelbauten. Die offene Seite des Parks grenzt an das Schulhaus Milchbuck. Die Zeile entlang der Schaffhauserstrasse ist abgeknickt und hat 4 bis 5 Geschosse, die Zeilen entlang der Längsseiten des Parks haben zweieinhalb Geschosse. In der Siedlung sind 101 Wohnungen untergebracht, der grösste Teil mit 3 bis 3 1⁄2 Zimmern und einer Fläche zwischen 63 m2 und 82 m2.